# Versenymű
A versenymű (concerto, koncert) egy olyan műfaj, amely esetében egy vagy több szólóhangszer áll szemben, „felelget” a tuttival, azaz a teljes zenekarral. Kialakulása a barokk korra tehető, de kisebb változtatásokkal a mai napig létező műforma.
A műfaj elnevezését tévesen a concertare igére vezetik vissza már nem sokkal a műfaj kialakulása után: Michael Praetorius a Syntagma Musicum című zeneelméleti összefoglaló művében a concerto szó jelentését a latin "concertare" igéből származtatja, amely annyit tesz, mint „vetélkedik, verseng, vitatkozik”. Innen a magyar versenymű elnevezés is. Azonban a concerto nem ebből a kifejezésből származik, hanem már létezett korábban, és annyit jelentett, mint „összeköt, egyetért, megállapodik valamiben” (ennek a jelentésnek eredete a conserere ige). Ez a szó pedig a közös hangszerjátékra utal. Kezdetben nem volt ugyanis egyértelmű, hogy a különböző hangszercsaládok közös játéka összhangot eredményez a különféle hangolások és megszólaltatási módok miatt. A harmóniához a hangszerkészítés fejlődésére volt szükség. A reneszánsz idején a hangszeregyütteseket konszortnak nevezték, amely szó abból a szóból ered, mint a concerto kifejezés.
A concerto általában három, ritkán négy, esetleg öt tételből áll. Három tétel esetén a két gyors tétel között egy lassú hangzik el. Az első tétel előtt lassú bevezető lehetséges.
A barokkban igen kedvelt műfaj volt, elsősorban hegedűre, oboára, csembalóra, fuvolára, fagottra és csellóra íródtak. Legismertebb versenymű szerzők Antonio Vivaldi, Johann Sebastian Bach és Georg Philipp Telemann. Ebben az időszakban alakul ki a concerto grosso, amelyben több szóló hangszer áll szemben a teljes zenekarral.
A bécsi klasszika idején és a romantikában a versenymű és a szimfónia műfaja teljesen összekeveredett; Johannes Brahmsnál például sokkal inkább beszélhetünk szimfóniáról hangszerszólóval. Egyes szerzők (például Wolfgang Amadeus Mozart vagy Joseph Haydn) az ilyen jellegű műveket sinfonia concertanténak nevezték.
Az idők folyamán a zongora és a hegedű váltak a legjellemzőbb szólóhangszerré, bár ma már szinte minden hangszerre írtak szólódarabot, a nagybőgőtől kezdve az üstdobokon keresztül az orrfuvoláig.
Amennyiben több szólóhangszer van, úgy beszélhetünk kettős-, hármas- és négyesversenyekről.

## Magyar nyelvű irodalom
- Damais, Emile: A zongoraverseny. Ford. és átd. Várnai Péter. Budapest, 1964. Zeneműkiadó.
- Pándi Marianne: Hangversenykalauz. II. Versenyművek. Budapest, 1973. Zeneműkiadó (2. kiad.: Budapest, 1994. Hatágú Síp Alapítvány. ISBN 9637615350) Online változat